# Bogislav I
Bogislav I (født 1130, død 18. marts 1187) blev 1181 af den tyske kejser Frederik Barbarossa tillige med sin broder, Kasimir, ophøjet til hertug af Pommern; han havde tidligere ofte kæmpet med danskerne, og efter Valdemar den Stores død lod han sig af kejseren bevæge til at angribe Knud VI. Absalon kom ham imidlertid i forkøbet og slog ganske hans langt overlegne flåde (2. pinsedag 1184); gentagne danske angreb førte til, at Bogislav året efter måtte hylde Knud som overherre. Bogislav døde i 1187; Lensforholdet til Danmark varede til 1225.